# Robin Zentner
Robin Zentner (Rüdesheim am Rhein, 1994. október 28. –) német korosztályos válogatott labdarúgó, az 1. FSV Mainz 05 játékosa.

## Pályafutása

### Klubcsapatokban
Az SpVgg Eltville  és az 1. FSV Mainz 05 korosztályos csapataiban nevelkedett. 2012 és 2015 között a Mainz II csapatának volt a tagja. 2015 augusztusában egy évre került kölcsönbe a Holstein Kiel együtteséhez. 2015. augusztus 29-én mutatkozott be az VfL Osnabrück ellen 3–2-re elvesztett bajnoki mérkőzésen. A szezon vége felé további egy évvel meghosszabbították a kölcsönszerződését. 26 bajnoki mérkőzésen lépett pályára a harmadosztályban.
2017. október 27-én mutatkozott be a Mainz első csapatában az Eintracht Frankfurt elleni 1–1-s döntetlennel végződő bajnoki mérkőzésen. November 4-én második bajnoki mérkőzésén a Borussia Mönchengladbach ellen egy hazagurított labdát akart volna tovább passzolni, de mivel nem a labdát figyelte, hanem a pályát, ezért nem vette észre, hogy a labda már továbbgurult, így a tizenegyespontot próbálta volna elrúgni. A hibájából nem született gól. A 2019–20-as szezonban kiszorította a Florian Müllert a kapuból, aki addig az első számú hálóőrnek számított a csapatban. 2020. március 8-án elszakadt a keresztszalagja a Fortuna Düsseldorf elleni bajnoki mérkőzésen. A következő szezonban Müllert eladta a klub, így ismét ő lett az első számú kapusa a Mainznak. 2022. február 12-én 100. alkalommal lépett pályára bajnoki mérkőzésen klubjában, valamint a Bundesligában a Freiburg ellen.

### A válogatottban
2010. szeptember 4-én mutatkozott be az U17-es válogatottban Azerbajdzsán ellen 2–0-ra megnyert találkozón, a 41. percben küldte pályára Steffen Freund Thomas Dähne cseréjeként.

## Statisztika
2022. február 18-i állapot szerint.
| Klub            | Szezon   | Bajnokság            | Bajnokság | Bajnokság | Kupa  | Kupa | Nemzetközi | Nemzetközi | Egyéb | Egyéb | Összesen | Összesen |
| Klub            | Szezon   | Osztály              | Mérk.     | Gól       | Mérk. | Gól  | Mérk.      | Gól        | Mérk. | Gól   | Mérk.    | Gól      |
| --------------- | -------- | -------------------- | --------- | --------- | ----- | ---- | ---------- | ---------- | ----- | ----- | -------- | -------- |
| 1. FSV Mainz II | 2012–13  | Regionalliga Südwest | 2         | 0         | 0     | 0    | –          | –          | –     | –     | 2        | 0        |
| 1. FSV Mainz II | 2013–14  | Regionalliga Südwest | 13        | 0         | 0     | 0    | –          | –          | 2     | 0     | 15       | 0        |
| 1. FSV Mainz II | 2014–15  | 3. Liga              | 21        | 0         | 0     | 0    | –          | –          | –     | –     | 21       | 0        |
| 1. FSV Mainz II | Összesen | Összesen             | 36        | 0         | 0     | 0    | 0          | 0          | 2     | 0     | 38       | 0        |
| 1. FSV Mainz    | 2014–15  | Bundesliga           | 0         | 0         | 0     | 0    | 0          | 0          | –     | –     | 0        | 0        |
| 1. FSV Mainz    | 2015–16  | Bundesliga           | 0         | 0         | 0     | 0    | –          | –          | –     | –     | 0        | 0        |
| 1. FSV Mainz    | 2016–17  | Bundesliga           | –         | –         | –     | –    | –          | –          | –     | –     | –        | –        |
| 1. FSV Mainz    | 2017–18  | Bundesliga           | 15        | 0         | 2     | 0    | –          | –          | –     | –     | 17       | 0        |
| 1. FSV Mainz    | 2018–19  | Bundesliga           | 10        | 0         | 1     | 0    | –          | –          | –     | –     | 11       | 0        |
| 1. FSV Mainz    | 2019–20  | Bundesliga           | 22        | 0         | 0     | 0    | –          | –          | –     | –     | 22       | 0        |
| 1. FSV Mainz    | 2020–21  | Bundesliga           | 31        | 0         | 2     | 0    | –          | –          | –     | –     | 33       | 0        |
| 1. FSV Mainz    | 2021–22  | Bundesliga           | 23        | 0         | 3     | 0    | –          | –          | –     | –     | 26       | 0        |
| 1. FSV Mainz    | Összesen | Összesen             | 101       | 0         | 8     | 0    | 0          | 0          | 0     | 0     | 109      | 0        |
| Holstein Kiel   | 2015–16  | 3. Liga              | 25        | 0         | 0     | 0    | –          | –          | 0     | 0     | 25       | 0        |
| Holstein Kiel   | 2016–17  | 3. Liga              | 1         | 0         | 0     | 0    | –          | –          | 1     | 0     | 2        | 0        |
| Holstein Kiel   | Összesen | Összesen             | 26        | 0         | 0     | 0    | 0          | 0          | 1     | 0     | 27       | 0        |
| Összesen        | Összesen | Összesen             | 163       | 0         | 8     | 0    | 0          | 0          | 3     | 0     | 174      | 0        |

1. ↑  Magában foglalja az SHFV-Pokalban és rájátszásban való pályára lépeseit is.